# Блэйкмор, Колин
Сэр Колин Брайан Блэйкмор (англ. Colin Brian Blakemore; 1 июня 1944, Стратфорд-апон-Эйвон, Уорикшир — 27 июня 2022, Оксфорд, Юго-Восточная Англия) — британский нейробиолог. 
Доктор философии. Эмерит-профессор Оксфорда. Член Лондонского королевского общества (1992), Академии мед. наук Великобритании (1998), Европейской академии, Европейской академии наук и искусств (по медицине); иностранный член Нидерландской королевской АН (1993), НАН Индии (2008), Китайской академии инженерных наук. 
Учился медицинским наукам в Кембридже, который окончил. Степень доктора философии получил в Калифорнийском университете в Беркли. Также получил степени доктора наук в Оксфорде и Кембридже.
С 1979 года профессор Оксфорда, с 2012 года эмерит; в 1990—2003 гг. директор университетского центра. До этого 11 лет преподавал в Кембридже. В 1997—1998 гг. президент и в 2001—2004 гг. председатель Британской ассоциации содействия развитию науки. В 2007—2012 гг. глава (CEO) Совета медицинских исследований. С 2012 года директор университетского центра в школе перспективных исследований Лондонского университета. Выступал в газетах, по радио и телевидению. Атеист.
Осталась дочь Sarah-Jayne Blakemore.

## Награды и признание
- 1989 — G. L. Brown Prize Lecture[англ.][12]
- 1995 — Annual Review Prize Lecture[англ.]
- 2012 — Премия Ральфа Джерарда[нем.]
- 2012 — Национальная премия дружбы КНР
- 2014 — Рыцарь-Командор Ордена Британской империи (KBE)

Обладатель 10 почётных степеней.